# اللون الأرجواني (فلم 2023)
اللون الأرجواني (بالإنجليزية: The Color Purple) هو فيلم دراما موسيقي أمريكي قادم من بطولة فانتازيا بارينو، كولمان دومينغو، تاراجي بيندا هينسون، كوري هوكينز، دانيال بروكس وإتش.إي.آر.، من المقرر عرض الفيلم في 20 ديسمبر 2023.

## روابط خارجية
مقالات تستعمل روابط فنية بلا صلة مع ويكي بيانات